# Moss FK
Moss Fotballklubb – norweski klub piłkarski z siedzibą w mieście Moss.

## Historia
Klub założony został 28 sierpnia 1906 roku pod nazwą Moss IF. W 1929 roku klub zmienił nazwę na Moss FK, która obowiązuje do dziś. Obecnie klub gra w drugiej lidze norweskiej zwanej Adeccoligaen. Ostatni raz w pierwszej lidze (Tippeligaen) klub grał w 2002 roku. Blisko awansu Moss FK był w roku 2005, kiedy to przegrał mecze barażowe.
Większość swoich meczów domowych drużyna rozgrywa na zbudowanym w 1939 roku stadionie Melløs Stadion, który może pomieścić 9410 widzów. Rekord frekwencji (10 085 widzów) osiągnięty został w 2003 roku podczas meczu z zespołem Fredrikstad FK.

## Sukcesy
- Eliteserien
  - mistrzostwo (1): 1987
  - wicemistrzostwo (1): 1979
- Puchar Norwegii
  - zwycięstwo (1): 1983
  - finał (1): 1981

## Europejskie puchary
Legenda do wszystkich tabel:
- Q – runda eliminacyjna, 1/16, 1/8, 1/4, 1/2 – odpowiednia faza rozgrywek, Grupa – runda grupowa, 1r gr – pierwsza runda grupowa, 2r gr – druga runda grupowa, F – finał, R – runda, PO – play-off
- k. – rzuty karne, los. – losowanie, Dogr. – dogrywka, w. – zasada bramek strzelonych na wyjeździe

| Sezon   | Rozgrywki                 | Runda | Klub             | Dom | Wyjazd | Ogólnie |
| ------- | ------------------------- | ----- | ---------------- | --- | ------ | ------- |
| 1980/81 | Puchar UEFA               | 1R    | 1. FC Magdeburg  | 2–3 | 1–2    | 3–5     |
| 1984/85 | Puchar Zdobywców Pucharów | 1R    | Bayern Monachium | 1–2 | 1–4    | 2–6     |
| 1988/89 | Puchar Europy             | 1R    | Real Madryt      | 0–1 | 0–3    | 0–4     |